# Aleksandr Kulinitš
Aleksandr Kulinitš (Tallinn, 24 maggio 1992) è un calciatore estone, difensore del Maardu.

## Caratteristiche tecniche
Terzino destro, può giocare anche da difensore centrale.

## Carriera

### Club
Vanta 9 presenze nella competizioni UEFA per club.

## Palmarès

### Club

#### Competizioni nazionali
- Coppa d'Estonia: 3

Levadia Tallinn: 2009-2010, 2011-2012
FCI Tallinn: 2016-2017
- Supercoppa d'Estonia: 3

Levadia Tallinn: 2010, 2013
FCI Tallinn: 2017
- Campionato estone: 2

Levadia Tallinn: 2013
FCI Tallinn: 2016